# Berehove
Berehove (en ukrainien : Берегове) ou Beregovo (en ruthène : Берегово ; en hongrois : Beregszász ; en tchèque et slovaque : Berehovo ; yiddish : בערעגסאז, beregsaz ; en allemand : Bergsaß) est une ville de l'oblast de Transcarpatie, en Ukraine, et le centre administratif du raïon de Berehove. Sa population s'élevait à 24 038 habitants en 2016.

## Géographie
Berehove est située près de la frontière hongroise, à 51 km au sud-est d'Oujhorod et à 623 km au sud-ouest de Kiev.

## Histoire
Au XIe siècle, apparaît un premier établissement sous le nom de Lampertháza ou Luprechtháza (du hongrois háza « maison/domaine de » et du nom de Lampert, fils de Béla Ier), qui est pris par les Mongols et détruit en 1240-1241. La ville est rebâtie et nommée pour la première fois Beregszász (graphie Beregzaza, 1284) en référence aux habitants saxons (en hongrois szász), devenant en 1271 le chef-lieu du comitat de Bereg. Depuis 1342, elle est une ville royale libre. En 1566, elle est à nouveau dévastée par les Mongols, en 1657 par les Polonais et en 1686 par les Hongrois insurgés contre les Habsbourg, les "Kuruc".
Alors que les Ottomans occupent la majeure partie de l'Europe centrale, la Haute-Hongrie reste dans le royaume de Hongrie (1538–1867). Jusqu'en 1918, la ville (nommée Beregszász) fait partie de l'empire d'Autriche, dans la province de Hongrie en 1850  ; après le compromis de 1867, dans la Transleithanie, au royaume de Hongrie, capitale du comitat de Bereg.
Après l'effondrement de l'Autriche-Hongrie, en 1918, la Ruthénie est confiée à la Tchécoslovaquie (partie de la Ruthénie subcarpatique) par les Alliés en septembre 1919, à la condition que lui fût accordé un statut d'autonomie.
La Ruthénie est rendue à la Hongrie le 2 novembre 1938 (la partie sud, à la suite du Premier arbitrage de Vienne), le reste le 23 mars 1939.
Pendant la Seconde Guerre mondiale, après la Pâque juive de 1944, les Juifs de la ville et des alentours furent regroupés dans le ghetto de la ville par les occupants allemands, puis déportés vers le camp d'extermination d'Auschwitz.
Depuis 1945, Berehove fait partie de l'Ukraine, d'abord dans le cadre de l'Union soviétique, depuis 1991 de l'Ukraine indépendante.

## Population

### Démographie
Recensements (*) ou estimations de la population :
| 1900   | 1959*  | 1970*  | 1979*  | 1989*  | 2001*  |
| ------ | ------ | ------ | ------ | ------ | ------ |
| 12 933 | 25 730 | 27 308 | 29 013 | 30 157 | 26 735 |

| 2011   | 2012   | 2013   | 2014   | 2015   | 2016   |
| ------ | ------ | ------ | ------ | ------ | ------ |
| 24 580 | 24 505 | 24 448 | 24 371 | 24 273 | 24 038 |

### Nationalités
En 1910, la ville comptait 12 933 habitants, dont 12 432 Hongrois (96 %), 221 Ruthènes (1,7 %) et 140 Allemands (1,1 %). La grande majorité des habitants sont calvinistes, fidèles de l'Église réformée de Subcarpathie.
En 2004, la population s'élevait à 26 100 habitants, répartis entre les nationalités suivantes :
- 88,1 % de Hongrois
- 3,9 % d'Ukrainiens, dont les Ruthènes considérés comme « Ukrainiens »
- 4,4 % de Roms
- 5,4 % de Russes

## Économie
Le sous-sol est riche, exploité dans une mine de kaolin mais aussi les :
- Mine d'or de Berehove ;
- Mine d'or de Moujievo.

## Transports
Berehove se trouve à 65 km d'Oujhorod par la gare du chemin de fer et à 72 km par la route.

## Lieux culturels

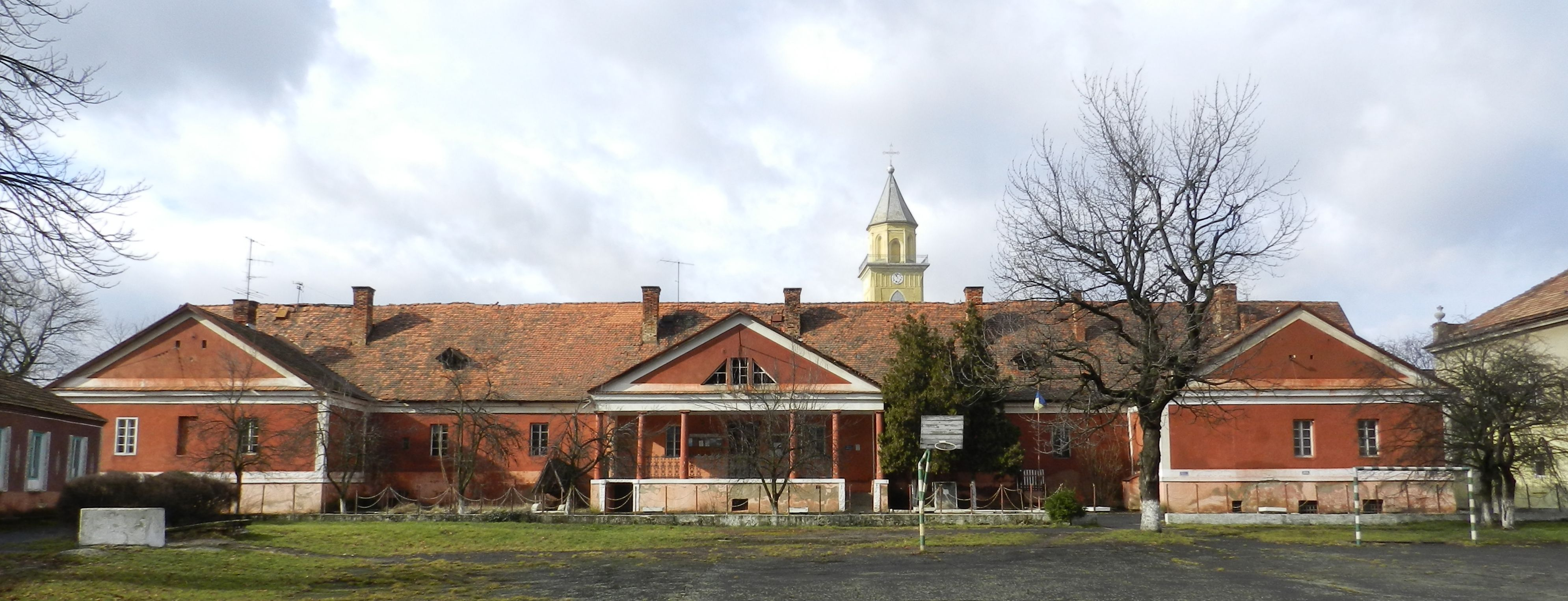
Le palais de Gabriel Bethlen, classé[6],monument d'intérêt national n°1108 ;
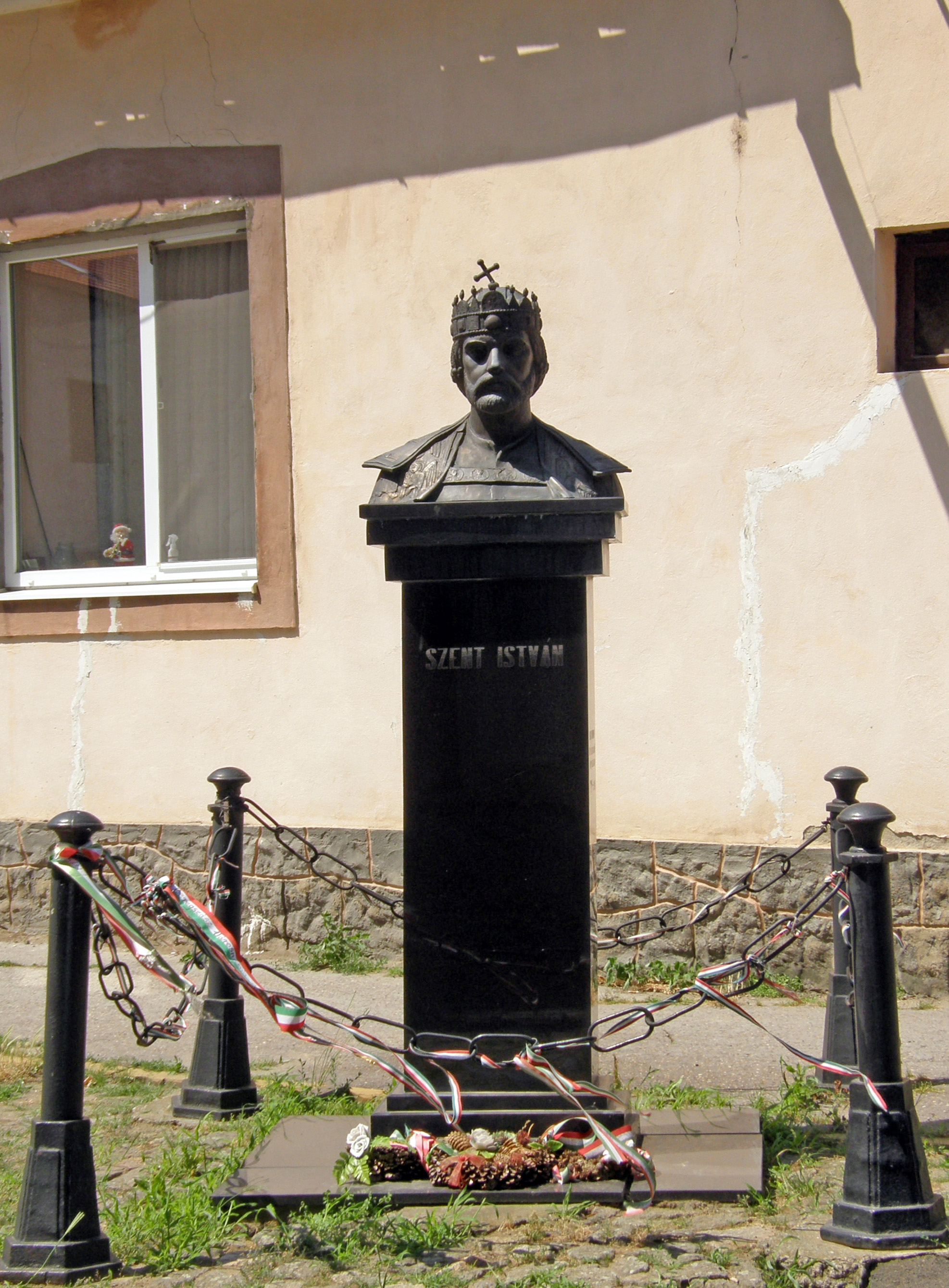
le buste de Étienne Ier de Hongrie, classé[7],
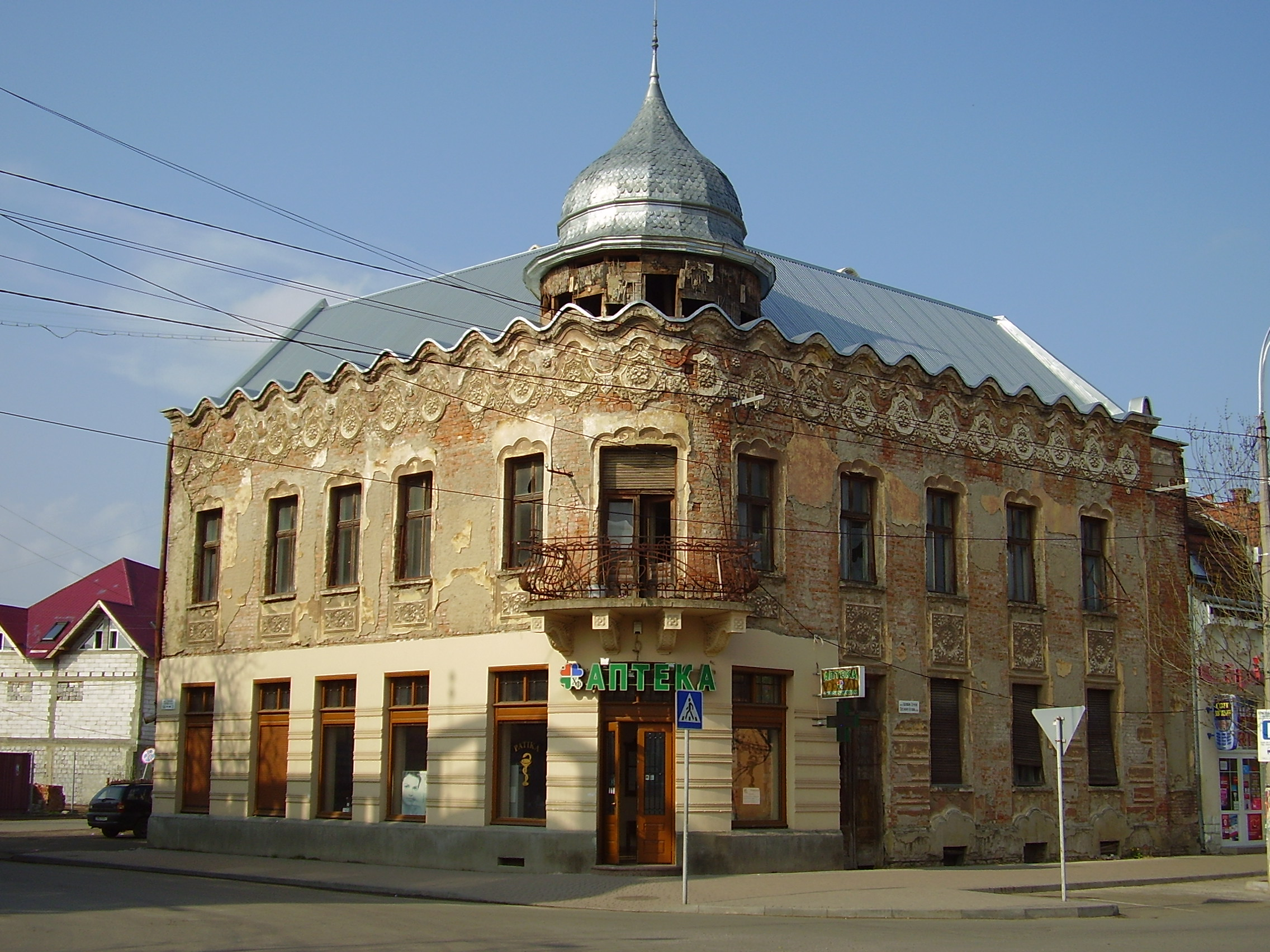
le bâtiment du 32 rue Setcheni, classé[8],
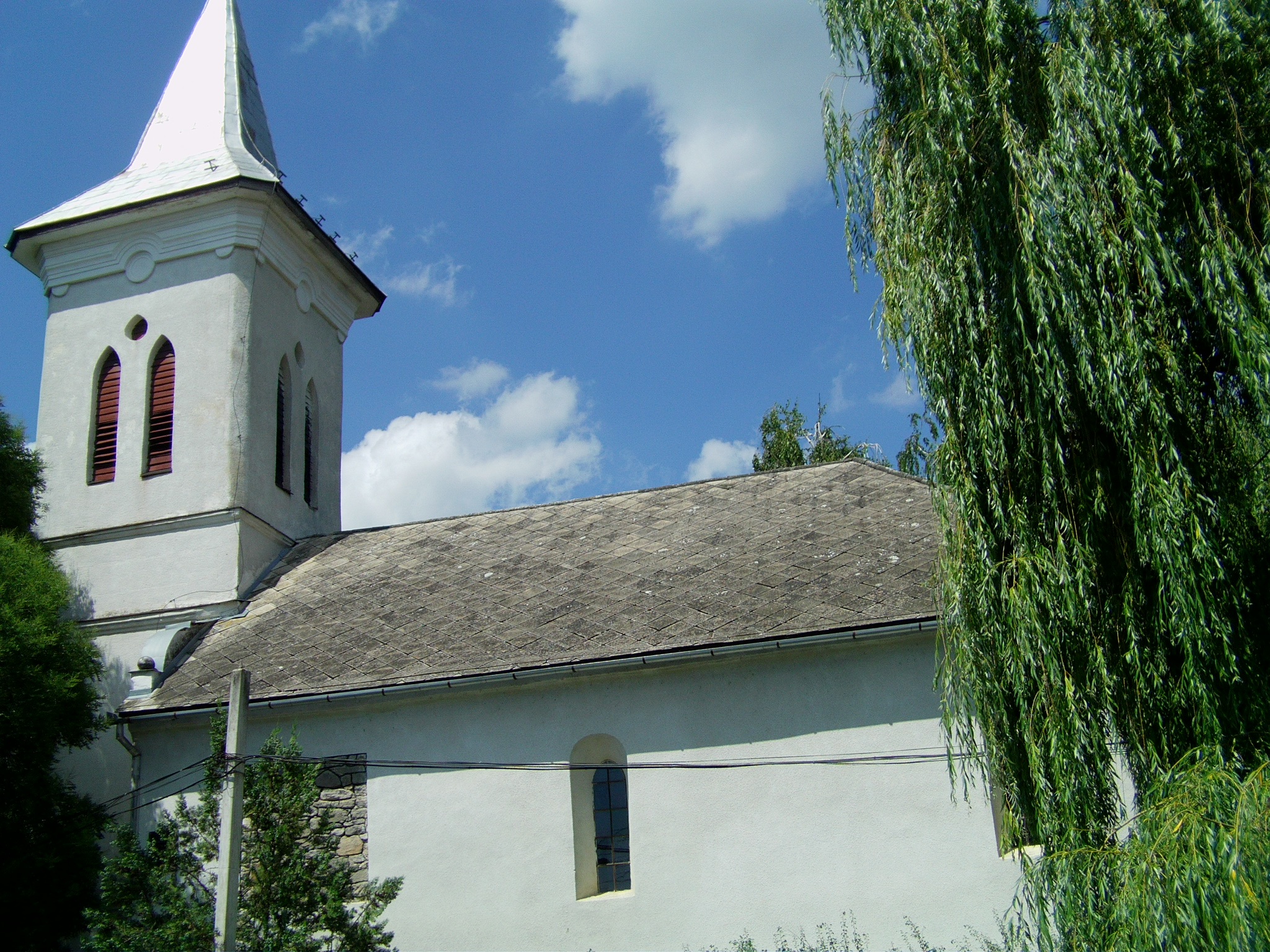
l’église catholique, classé[9],
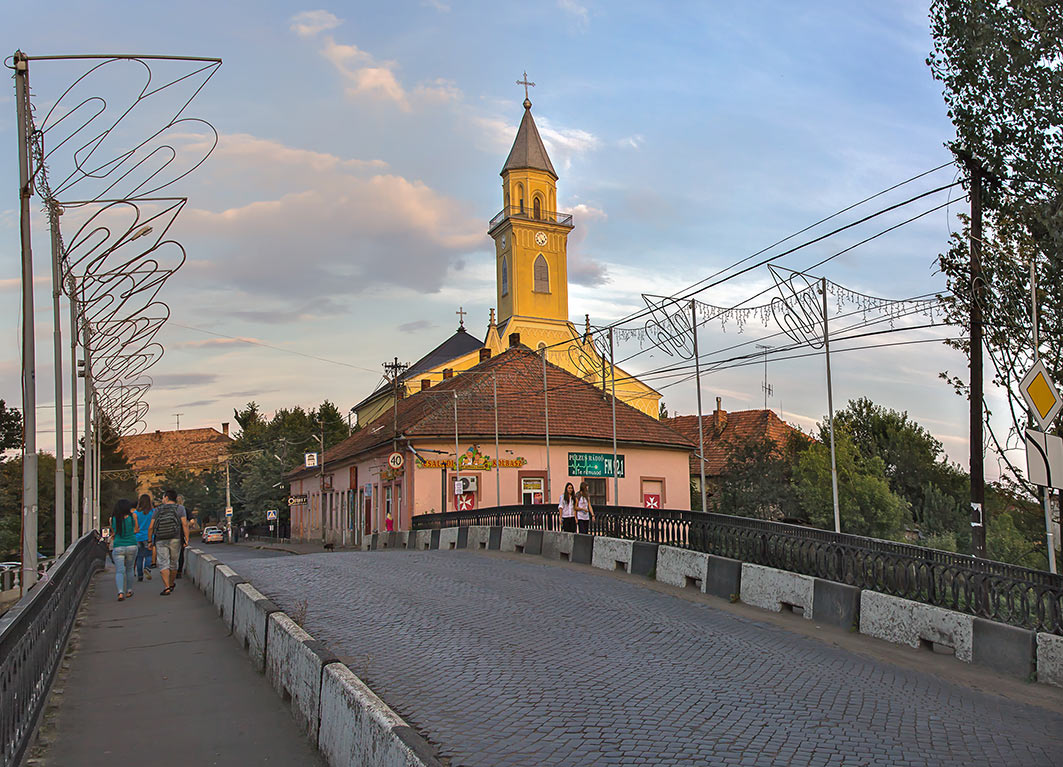
l'église de la sainte-Croix, classée[10].

## Jumelages
La ville de Berehove est jumelée avec :
- Zalaegerszeg (Hongrie)
- Satu Mare (Roumanie)

## Personnalités liées
- Andrea Bocskor, députée européenne y est néee.